# Alfred Oberkirch
Pour les articles homonymes, voir Oberkirch (homonymie).
Alfred Oberkirch est un médecin et homme politique français, né le 1er janvier 1876 à Sélestat (Bas-Rhin) et mort le 5 janvier 1947 à Sélestat.

## Biographie
Alfred Oberkich est maire de Wasselonne, député de la Fédération républicaine de 1919 à 1940 puis du Mouvement républicain populaire du Bas-Rhin de 1945 à 1946. Il est également membre de l'Union populaire républicaine, parti démocrate-chrétien alsacien de l'entre-deux-guerres, avant de fonder l'Action populaire nationale d'Alsace avec d'autres dissidents anti-autonomistes du parti.
Il est conseiller de la République (sénateur sous la IVe République) du Bas-Rhin de 1946 à 1947. Oberkich est également sous-secrétaire d'État au Travail, à l'Hygiène, à l'Assistance et à la Prévoyance Sociales du 4 juin 1928 au 21 février 1930 dans les gouvernements Raymond Poincaré (4), Raymond Poincaré (5), Aristide Briand (11) et André Tardieu (1) et aussi sous-secrétaire d'État au Commerce et à l'Industrie du 2 mars au 13 décembre 1930 dans le gouvernement André Tardieu (2).
Il vote les pleins pouvoirs au maréchal Pétain en 1940. 

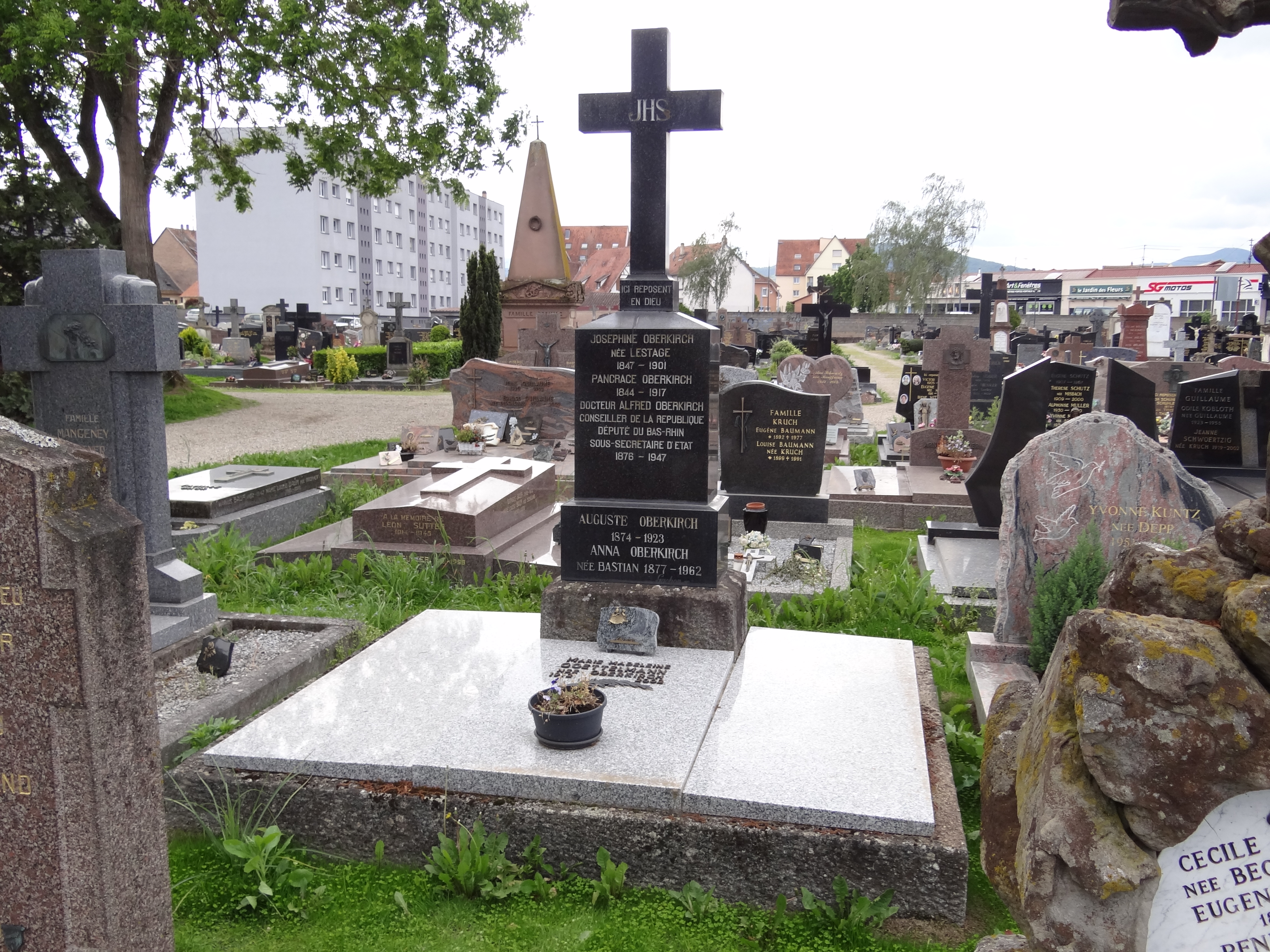
La tombe d'Alfred Oberkirch au cimetière de Sélestat (Bas-Rhin).